# Keskimmäinen (Idensalmi, Norra Savolax, Finland)
Keskimmäinen eller Keskimmäinen Tismiö är en sjö i Finland. Den ligger i kommunen Idensalmi i landskapet Norra Savolax, i den centrala delen av landet, 400 km norr om huvudstaden Helsingfors. Keskimmäinen ligger 76 meter över havet. I omgivningarna runt Keskimmäinen växer i huvudsak blandskog. Den är 2,7 meter djup. Arean är 39,1 hektar och strandlinjen är 4,02 kilometer lång. Sjön  ingår i Vuoksens huvudavrinningsområde. 